# Everything Is Everything
Everything is Everything es el segundo álbum de la cantante Diana Ross, lanzado en 1970. Después de su álbum debut, Diana Ross y sus dos sencillos, Motown aceleró el lanzamiento de este álbum. Alcanzó el puesto #42 en Estados Unidos (#5 R&B) y vendió más de 200000 copias.
La canción "I'm Still Waiting" fue sencillo #1 en Reino Unido en 1971 durante cuatro semanas, mientras que el siguiente sencillo "Doobedood'ndoobe, Doobedood'ndoobe, Doobedood'ndoo" alcanzó el puesto #12. Su reversión del tema de Aretha Franklin, "Call Me (I Love You)", fue nominado a un Grammy en 1971 en la categoría de Mejor interpretación vocal de R&B femenina.
Derek Richards fue el encargo de producir "Everything is Everything" con un sonido un poco más pop que soul en comparación a su debut con Ashford & Simpson y el álbum incluyó covers de los hits contemporáneos de The Beatles y The Carpenters.
Una edición expandida del álbum que contiene remezclas y tomas descartadas tuvo su primer lanzamiento en formato CD en Estados Unidos el 18 de abril de 2008. Este incluye un cover de los Beatles ("Something") así como un cover de "What Are You Doing the Rest of Your Life?", también grabado por Barbra Streisand.

## Lista de Canciones

### Lado A
1. "My Place" (Hal Davis, Mel Larson, Jerry Marcellino) – 2:46
2. "Ain't No Sad Song" (Hal Davis, "The Bear", Chico Ross) – 2:42
3. "Everything Is Everything" (Margaret Gordy) – 2:27
4. "Baby It's Love" (Marvin Gaye, Anna Gordy Gaye, Charles Laskey) – 3:09
5. "I'm Still Waiting" (Deke Richards) – 3:44
6. "Doobedood'ndoobe, Doobedood'ndoobe, Doobedood'ndoo" (Deke Richards) – 4:52

### Lado B
1. "Come Together" (John Lennon, Paul McCartney)  – 6:40
2. "The Long and Winding Road" (John Lennon, Paul McCartney)  – 3:26
3. "I Love You (Call Me)" (Aretha Franklin)  – 3:23
4. "How About You?" (Deke Richards, Sandra Sanders, David Van De Pitte) – 2:47
5. "(They Long to Be) Close to You" (Burt Bacharach, Hal David)  – 4:07

### Bonus tracks de la edición expandida (2008)
1. "I Wish I Knew" (Debbie Dean, Deke Richards) – 3:30
2. "What Are You Doing the Rest of Your Life?" (Marilyn Bergman, Alan Bergman, Michel Legrand) – 3:25
3. "Something" (George Harrison) – 3:11
4. "Ain't No Sad Song" (Hal Davis, Berry Gordy, Diana Ross) – 3:16
5. "Baby It's Love" (versión alternativa) (Marvin Gaye, Anna Gordy Gaye, Charles Laskey) – 3:42
6. "Come Together" (1982 "Revelations" remix) (John Lennon, Paul McCartney) – 4:04
7. "I'm Still Waiting" (1990 Phil Chill remix) (Deke Richards) – 4:08

### Sencillos
| Año  | Sencillo                                             | Posición en listas | Posición en listas | Posición en listas |
| Año  | Sencillo                                             | EE. UU.            | EE. UU. R&B        | UK                 |
| ---- | ---------------------------------------------------- | ------------------ | ------------------ | ------------------ |
| 1971 | "I'm Still Waiting"                                  | 63                 | 40                 | 1                  |
| 1972 | "Doobedood'ndoobe, Doobedood'ndoobe, Doobedood'ndoo" | —                  | —                  | 12                 |